# Carolina Arias
Carolina Arias Vidal (* 2. September 1990 in Cali) ist eine kolumbianische Fußballspielerin.

## Karriere

### Klub
Nachdem sie anfangs in ihre Heimat zum Beispiel für den Orsomarso SC gespielt hatte, wechselte sie im Oktober 2016 in die Türkei und schloss sich 1207 Antalya Spor an. Sie blieb bis Ende 2017 und kehrte danach in ihre Heimat zurück, wo sie nun für Atlético Nacional auflief. Im August des Jahres kehrte sie wieder nach Europa zurück und schloss sich in der Schweiz dem Servette FC an. Nach ein paar Monaten kehrte sie zum Start des Jahres 2019 erneut zurück nach Südamerika, wo sie diesmal bei Atlético Huila unterkam.
Zum Start des Jahres 2020 ging sie zu Atlético Madrid nach Spanien, blieb hier ohne Einsatz, und verließ den Klub im Sommer wieder, um sich Deportivo Cali anzuschließen. Seit Januar 2023 steht sie bei Atlético Junior unter Vertrag.

### Nationalmannschaft
Nachdem sie in der U20 ein paar Einsätze sammelte, unter anderem durch ihre Teilnahme an der Weltmeisterschaft 2010, kam sie ab 2010 auch für die kolumbianische A-Nationalmannschaft zu Einsätzen.
Im nächsten Jahr nahm sie mit ihrer Mannschaft bei den Panamerikanischen Spielen 2011 teil. Auch an den Zentralamerika- und Karibikspielen 2014 nahm sie teil. In dieses Jahr fiel auch ihre Teilnahme mit der Mannschaft an der Copa América 2014, wo man sich über den zweiten Platz für die Weltmeisterschaft 2015 qualifizierte. Dort hatte sie in jeder Partie einen Startelfplatz. Es folgte die Teilnahme an den Panamerikanischen Spielen 2015. Durch den Erfolg bei der Copa war ihre Mannschaft auch für das Olympiaturnier der Spiele 2016 qualifiziert, wo sie ebenfalls Stamm spielte.
Bei der Copa América 2018 wiederum fehlte sie lediglich in der letzten Partie der Vorrunde, war sonst aber stets in der Startelf. Da man in der Finalrunde auf dem letzten Platz landete, verpasste ihre Mannschaft die dritte WM-Teilnahme in Folge. So folgte im Jahr 2019 die Teilnahme an den Panamerikanischen Spielen.
Nach weiteren Freundschaftsspielen im Jahr 2021 gehörte sie zum Kader der Copa América 2022. Sie kam in der Gruppenphase einmal zu einem Kurzeinsatz. Anschließend folgten bis ins Jahr 2023 einige Einsätze bei Freundschaftsspielen.
Am 4. Juli 2023 wurde sie für den finalen Kader bei der Weltmeisterschaft 2023 nominiert, in jedem der fünf Spiele ihres Teams eingesetzt und schied mit der Mannschaft im Viertelfinale gegen die Engländerinnen aus.